# Paulo Kassoma
António Paulo Kassoma (Luanda, 6 de junho de 1951) é um engenheiro e político angolano. Foi primeiro-ministro de Angola entre setembro de 2008 e fevereiro de 2010, altura em que entrou em vigor a nova constituição do país, a qual substituiu o cargo de primeiro-ministro por um vice-presidente. Foi, ainda, Presidente da Assembleia Nacional de Angola de fevereiro de 2010 a setembro 2012.

## Biografia
Filho Paulo Kassoma e de Laurinda Katuta, formou-se em engenharia electromecânica em 1975, e tem como profissão montador electricista.
Foi, entre outras funções, instrutor de técnica militar entre 1975 e 1976, director técnico da Base Central de Reparações (BCR) de 1976 a 1978, Vice-Ministro da Defesa, coordenando as áreas de armamento e técnica, entre 1978 a 1979, Vice-Ministro dos Transportes e Comunicações entre 1988 e 1989, Ministro dos Transportes e Comunicações entre 1989 e 1990 e Ministro da Administração do Território entre 1992 e 1994.
Em maio de 1997, foi nomeado governador da província do Huambo, onde exerceu estas funções até setembro de 2008. Neste ínterim, passou a ser oficial superior, na reserva, das Forças Armadas Angolanas em 2001, e membro do Bureau Político do MPLA no V congresso ordinário realizado em dezembro de 2003.
No dia 30 de setembro de 2008, foi empossado pelo Presidente da República de Angola, José Eduardo dos Santos, como primeiro-ministro. Com entrada em vigor da nova constituição angolana, no início de 2010, aquele cargo foi extinto e Paulo Kassoma foi designado presidente da Assembleia Nacional.